# Energía radiante

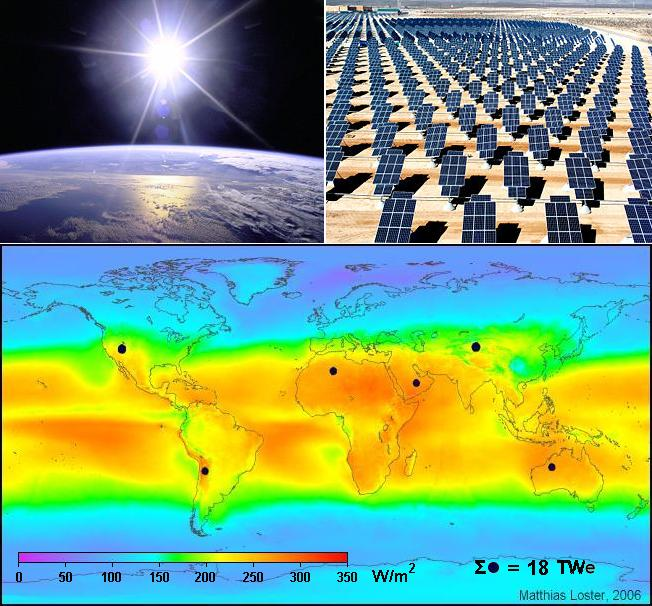
La luz visible, como la luz solar, transporta energía radiante, que se utiliza en la generación de energía solar.

En física, y en particular medida por radiometría, la energía radiante es la energía de la radiación electromagnética y gravitacional. Como energía, su unidad SI es el joule (J). La cantidad de energía radiante puede calcularse integrando el flujo radiante (o potencia) con respecto al tiempo. El símbolo Qe se utiliza a menudo en la literatura para denotar energía radiante ("e" para "energético", para evitar confusiones con cantidades fotométricas). En ramas de la física distintas de la radiometría, se hace referencia a la energía electromagnética mediante E o W. El término se usa particularmente cuando una fuente emite radiación electromagnética al entorno circundante. Esta radiación puede ser visible o invisible para el ojo humano.

## Uso e historial de terminología
El término "energía radiante" se utiliza con mayor frecuencia en los campos de la radiometría, la energía solar, la calefacción y la iluminación, pero a veces también se utiliza en otros campos (como las telecomunicaciones). En aplicaciones modernas que implican la transmisión de energía de un lugar a otro, la "energía radiante" se utiliza a veces para referirse a las ondas electromagnéticas en sí mismas, en lugar de a su energía (una propiedad de las ondas). En el pasado, también se ha utilizado el término "energía electro-radiante". 
El término "energía radiante" también se aplica a la radiación gravitacional. Por ejemplo, las primeras ondas gravitacionales jamás observadas fueron producidas por la colisión de un agujero negro que emitió aproximadamente 5,3 ×1047 julios de energía de ondas gravitacionales.

## Análisis

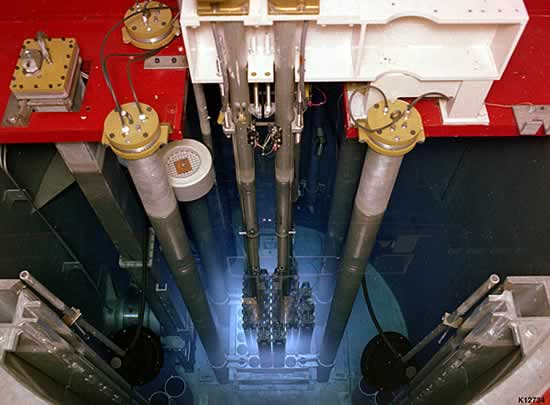
Radiación de Cherenkov brillando en el núcleo de un reactor TRIGA.

Debido a que la radiación electromagnética (EM) se puede conceptualizar como una corriente de fotones, la energía radiante se puede ver como energía de fotones, la energía transportada por estos fotones. Alternativamente, la radiación EM puede verse como una onda electromagnética, que transporta energía en sus campos eléctricos y magnéticos oscilantes. Estas dos visiones son completamente equivalentes y se reconcilian entre sí en la teoría cuántica de campos (ver dualidad onda-partícula).
La radiación EM puede tener varias frecuencias. Las bandas de frecuencia presentes en una determinada señal EM pueden estar claramente definidas, como se ve en los espectros atómicos, o pueden ser amplias, como en la radiación de cuerpo negro. En la imagen de partículas, la energía transportada por cada fotón es proporcional a su frecuencia. En la imagen de la onda, la energía de una onda monocromática es proporcional a su intensidad. Esto implica que si dos ondas EM tienen la misma intensidad, pero diferentes frecuencias, la de mayor frecuencia "contiene" menos fotones, ya que cada fotón es más energético.
Cuando las ondas electromagnéticas son absorbidas por un objeto, la energía de las ondas se convierte en calor (o se convierte en electricidad en el caso de un material fotoeléctrico). Este es un efecto muy familiar, ya que la luz solar calienta las superficies que irradia. A menudo, este fenómeno se asocia particularmente con la radiación infrarroja, pero cualquier tipo de radiación electromagnética calentará un objeto que la absorba. Las ondas electromagnéticas también pueden reflejarse o dispersarse, en cuyo caso su energía también se redirecciona o redistribuye.

### Sistemas abiertos
La energía radiante es uno de los mecanismos por los cuales la energía puede entrar o salir de un sistema abierto. Tal sistema puede ser hecho por el hombre, como un colector de energía solar, o natural, como la atmósfera de la Tierra. En geofísica, la mayoría de los gases atmosféricos, incluidos los gases de efecto invernadero, permiten que la energía radiante de longitud de onda corta del Sol pase a través de la superficie de la Tierra, calentando el suelo y los océanos. La energía solar absorbida se vuelve a emitir en parte como radiación de longitud de onda más larga (principalmente radiación infrarroja), parte de la cual es absorbida por los gases de efecto invernadero atmosféricos. La energía radiante se produce en el sol como resultado de la fusión nuclear.

## Aplicaciones
La energía radiante se utiliza para la calefacción radiante.  Puede generarse eléctricamente mediante lámparas infrarrojas, o puede absorberse de la luz solar y usarse para calentar agua. La energía térmica se emite desde un elemento cálido (piso, pared, panel superior) y calienta a las personas y otros objetos en las habitaciones en lugar de calentar directamente el aire. Debido a esto, la temperatura del aire puede ser más baja que en un edificio con calefacción convencional, aunque la habitación parezca igual de cómoda.
Se han ideado varias otras aplicaciones de la energía radiante. Estos incluyen tratamiento e inspección, separación y clasificación, medio de control y medio de comunicación. Muchas de estas aplicaciones involucran una fuente de energía radiante y un detector que responde a esa radiación y proporciona una señal que representa alguna característica de la radiación. Los detectores de energía radiante producen respuestas a la energía radiante incidente, ya sea como un aumento o disminución en el  potencial eléctrico o el flujo de corriente o algún otro cambio perceptible, como la exposición de una película fotográfica.

## Unidades de radiometría SI
| Magnitud                                                                   | Magnitud | Unidad                                                 | Unidad          | Dimensión | Notas |
| Nombre                                                                     | Símbolo  | Nombre                                                 | Símbolo         | Dimensión | Notas |
| -------------------------------------------------------------------------- | -------- | ------------------------------------------------------ | --------------- | --------- | --- |
| Energía radiante                                                           | Qe       | julio                                                  | J               | M⋅L2⋅T−2  | Energía de la radiación electromagnética. |
| Densidad de energía radiante                                               | we       | julio por metro cúbico                                 | J/m3            | M⋅L−1⋅T−2 | Energía radiante por unidad de volumen. |
| Flujo radiante                                                             | Φe       | vatio                                                  | W = J/s         | M⋅L2⋅T−3  | Energía radiante emitida, reflejada, transmitida o recibida, por unidad de tiempo. A esto a veces también se le llama "potencia radiante", y se llama luminosidad en astronomía. |
| Flujo espectral                                                            | Φe,ν     | vatio por hercio                                       | W/Hz            | M⋅L2⋅T−2  | Flujo radiante por unidad de frecuencia o longitud de onda. Este último se mide comúnmente en W⋅nm−1. |
| Flujo espectral                                                            | Φe,λ     | vatio por metro                                        | W/m             | M⋅L⋅T−3   | Flujo radiante por unidad de frecuencia o longitud de onda. Este último se mide comúnmente en W⋅nm−1. |
| Intensidad radiante                                                        | Ie,Ω     | vatio por estereorradián                               | W/sr            | M⋅L2⋅T−3  | Flujo radiante emitido, reflejado, transmitido o recibido, por unidad de ángulo sólido. Es una cantidad "direccional". |
| Intensidad espectral                                                       | Ie,Ω,ν   | vatio por estereorradián por hercio                    | W⋅sr−1⋅Hz−1     | M⋅L2⋅T−2  | Intensidad radiante por unidad de frecuencia o longitud de onda. Este último se mide comúnmente en W⋅sr−1⋅nm−1. Es una magnitud direccional. |
| Intensidad espectral                                                       | Ie,Ω,λ   | vatio por estereorradián por metro                     | W⋅sr−1⋅m−1      | M⋅L⋅T−3   | Intensidad radiante por unidad de frecuencia o longitud de onda. Este último se mide comúnmente en W⋅sr−1⋅nm−1. Es una magnitud direccional. |
| Radiancia                                                                  | Le,Ω     | vatio por estereorradián por metro cuadrado            | W⋅sr−1⋅m−2      | M⋅T−3     | Flujo radiante emitido, reflejado, transmitido o recibido por una superficie, por unidad de ángulo sólido por unidad de área proyectada. Es una cantidad "direccional", a la que a veces también se le llama confusamente "intensidad". |
| Radiancia espectral Intensidad específica                                  | Le,Ω,ν   | vatio por estereorradián por metro cuadrado por hercio | W⋅sr−1⋅m−2⋅Hz−1 | M⋅T−2     | Resplandor de una superficie por unidad de frecuencia o longitud de onda. Este último se mide comúnmente en W⋅sr−1⋅m−2⋅nm−1. Es una cantidad "direccional", a la que a veces también se le llama confusamente "intensidad espectral". |
| Radiancia espectral Intensidad específica                                  | Le,Ω,λ   | vatio por estereorradián por metro cuadrado, por metro | W⋅sr−1⋅m−3      | M⋅L−1⋅T−3 | Resplandor de una superficie por unidad de frecuencia o longitud de onda. Este último se mide comúnmente en W⋅sr−1⋅m−2⋅nm−1. Es una cantidad "direccional", a la que a veces también se le llama confusamente "intensidad espectral". |
| Irradiancia Densidad de flujo                                              | Ee       | vatio por metro cuadrado                               | W/m2            | M⋅T−3     | Flujo radiante recibido por una superficie por unidad de área. A esto a veces también se le llama confusamente "intensidad". |
| Irradiancia espectral Densidad de flujo espectral                          | Ee,ν     | vatio por metro cuadrado por hercio                    | W⋅m−2⋅Hz−1      | M⋅T−2     | Irradiancia de una superficie por unidad de frecuencia o longitud de onda. A esto a veces también se le llama confusamente "intensidad espectral". Las unidades de densidad de flujo espectral que no pertenecen al SI incluyen jansky (unidad) ((1 Jy = 10−26 W⋅m−2⋅Hz− 1)) y unidad de flujo solar ((1 sfu = 10−22 W⋅m−2⋅Hz−1 = 104 Jy)). |
| Irradiancia espectral Densidad de flujo espectral                          | Ee,λ     | vatio por metro cuadrado, por metro                    | W/m3            | M⋅L−1⋅T−3 | Irradiancia de una superficie por unidad de frecuencia o longitud de onda. A esto a veces también se le llama confusamente "intensidad espectral". Las unidades de densidad de flujo espectral que no pertenecen al SI incluyen jansky (unidad) ((1 Jy = 10−26 W⋅m−2⋅Hz− 1)) y unidad de flujo solar ((1 sfu = 10−22 W⋅m−2⋅Hz−1 = 104 Jy)). |
| Radiosidad                                                                 | Je       | vatio por metro cuadrado                               | W/m2            | M⋅T−3     | Flujo radiante que sale (emitido, reflejado y transmitido por) una superficie por unidad de área. A esto a veces también se le llama confusamente "intensidad". |
| Radiosidad espectral                                                       | Je,ν     | vatio por metro cuadrado por hercio                    | W⋅m−2⋅Hz−1      | M⋅T−2     | Radiosidad de una superficie por unidad de frecuencia o longitud de onda. Este último se mide comúnmente en W⋅m−2⋅nm−1. A esto a veces también se le llama confusamente "intensidad espectral". |
| Radiosidad espectral                                                       | Je,λ     | vatio por metro cuadrado, por metro                    | W/m3            | M⋅L−1⋅T−3 | Radiosidad de una superficie por unidad de frecuencia o longitud de onda. Este último se mide comúnmente en W⋅m−2⋅nm−1. A esto a veces también se le llama confusamente "intensidad espectral". |
| Salida radiante                                                            | Me       | vatio por metro cuadrado                               | W/m2            | M⋅T−3     | Flujo radiante emitido por una superficie por unidad de área. Este es el componente emitido de la radiosidad. "Emitancia radiante" es un término antiguo para esta cantidad. A esto a veces también se le llama confusamente "intensidad".                                                                                                  |
| Salida espectral                                                           | Me,ν     | vatio por metro cuadrado por hercio                    | W⋅m−2⋅Hz−1      | M⋅T−2     | Exitancia radiante de una superficie por unidad de frecuencia o longitud de onda. Este último se mide comúnmente en W⋅m−2⋅nm−1. "Emitancia espectral" es un término antiguo para esta cantidad. A esto a veces también se le llama confusamente "intensidad espectral".                                                                     |
| Salida espectral                                                           | Me,λ     | vatio por metro cuadrado, por metro                    | W/m3            | M⋅L−1⋅T−3 | Exitancia radiante de una superficie por unidad de frecuencia o longitud de onda. Este último se mide comúnmente en W⋅m−2⋅nm−1. "Emitancia espectral" es un término antiguo para esta cantidad. A esto a veces también se le llama confusamente "intensidad espectral".                                                                     |
| Exposición radiante                                                        | He       | julio por metro cuadrado                               | J/m2            | M⋅T−2     | Energía radiante recibida por una superficie por unidad de área, o equivalentemente irradiancia de una superficie integrada a lo largo del tiempo de irradiación. A esto a veces también se le llama "fluencia radiante". |
| Exposición espectral                                                       | He,ν     | julio por metro cuadrado por hercio                    | J⋅m−2⋅Hz−1      | M⋅T−1     | Exposición radiante de una superficie por unidad de frecuencia o longitud de onda. Este último se mide comúnmente en J⋅m−2⋅nm−1. A esto a veces también se le llama "fluencia espectral". |
| Exposición espectral                                                       | He,λ     | julio por metro cuadrado, por metro                    | J/m3            | M⋅L−1⋅T−2 | Exposición radiante de una superficie por unidad de frecuencia o longitud de onda. Este último se mide comúnmente en J⋅m−2⋅nm−1. A esto a veces también se le llama "fluencia espectral". |
| Véase también: Sistema Internacional de Unidades, Radiometría y Fotometría |          |                                                        |                 |           | |

## Otras lecturas
- Caverly, Donald Philip, Primer of Electronics and Radiant Energy. New York, McGraw-Hill, 1952.
- Whittaker, E. T. (Apr 1929). «What is energy?». The Mathematical Gazette (The Mathematical Association) 14 (200): 401-406. JSTOR 3606954. doi:10.2307/3606954.
- Lang, Kenneth R. (1999). Astrophysical Formulae. Berlin: Springer. ISBN 978-3-540-29692-8.
- Mischler, Georg (2003). «Radiant energy». Lighting Design Knowledgebase. Consultado el 29 de octubre de 2008.
- Elion, Glenn R. (1979). Electro-Optics Handbook. CRC Press Technology & Industrial Arts. ISBN 0-8247-6879-5.

- Datos: Q1259526